# ويلي ميتشيل (مغن مؤلف)
ويلي ميتشيل هو مغن مؤلف كندي، ولد في 1953.

## وصلات خارجية
- ويلي ميتشيل على موقع ميوزك برينز (الإنجليزية)
- ويلي ميتشيل على موقع أول ميوزيك (الإنجليزية)
- ويلي ميتشيل على موقع ديسكوغز (الإنجليزية)